# 光堂村
光堂村（ひかりどうむら）は、愛知県中島郡にかつてあった村。
現在の稲沢市の一部（平成の大合併以前の旧・稲沢市の北西部）に該当する。現在も光堂川（こうどうがわ）と言う名は存在するが読み方が異なる。

## 歴史
- 1889年（明治22年）10月1日 - 下屋村、浅井村、竹腰村、清水村、天池村が合併し発足。
- 1902年（明治35年）10月12日 - 四郷村と合併し光郷村発足。同日光堂村は廃止。